# John F. Carrington
John F. Carrington (21 de març de 1914 - 24 de desembre de 1985) va ser un missioner i traductor de la Bíblia anglès que va passar gran part de la seva vida al Congo belga. Va arribar a dominar la llengua Kele i la forma de comunicació relacionada amb el tambor parlant, i va escriure un llibre titulat The Talking Drums of Africa.

## Educació i carrera
Carrington va néixer a Rushden, Northamptonshire el 1914, fill d'un mestre d'escola. Va assistir a l'escola primària a Rushden (1918–1925), a la Northampton School for Boys (1925–1932) i a la Universitat de Nottingham, on va obtenir un primer en botànica (1932–1935) i un certificat d'ensenyament (1936). Va ensenyar ciències i matemàtiques a la Nottingham Boys' School (1936–1938).
El 1938, es va sentir cridat a oferir els seus serveis com a missioner amb la Societat Missionera Baptista. Va arribar al Congo belga més tard aquell any. El 1940, es va casar amb Nora Fleming a Leopoldville; la parella va passar la seva lluna de mel a Sud-àfrica. Van adoptar un nen zaireà anomenat Bolingo.
Carrington va ser més tard professor de Botànica, Etnobotànica i Lingüística (1965–1974), Degà d'Estudiants (1965–1968) i vicepresident d'Afers Acadèmics (1968–1969) a la Universitat de Kisangani. El 1970 va obtenir un màster en botànica per la Universitat de Reading pel seu treball sobre taxonomia vegetal. Quan es va jubilar, va realitzar un segon estudi de doctorat en botànica a l'Imperial College de Londres sobre La utilització de la fusta per part dels artesans de l'Alt Zaire. També va tenir un diploma en teologia al Regent's Park College, on va fer cursos de grec i hebreu.
El 1975, va fer una gira per col·legis i universitats dels Estats Units, parlant de la bateria parlant i demostrant les capacitats del tambor a Southern TV . El 1979, jubilat, es va convertir en pastor laic d'una petita església baptista a Bishopdown, prop de Salisbury. Va morir el 24 de desembre de 1985 després d'un atac de cor massiu.

## Traducció de la Bíblia
Carrington va supervisar la traducció del Nou Testament a la llengua Lokele. Va formar part del comitè de traducció del Nou Testament del Congo-Swahili (1944-1949). Va participar en la traducció de l'Antic Testament al lingala (1954-1970) i va publicar una gramàtica i un diccionari lingala. A més d'aquestes llengües, també parlava holandès, gal·lès i tenia certs coneixements de kimanga.

## Honors
El 1968, la Royal African Society va atorgar a Carrington la seva medalla d'or i el va escollir com a becari. També va ser membre del Royal Anthropological Institute i de la Linnaean Society. Va ser assessor d'etnomusicologia de la societat musical africana. El govern del Zaire el va convertir en Chevalier de l'Ordre National du Léopard. National Geographic el va descriure com una llegenda viva entre els Lokele. El 1954, la revista Time va publicar un article sobre la investigació de Carrington sobre la bateria parlant.

## Coneixements de bateria
El lokele, com la majoria de llengües africanes, és una llengua tonal, és a dir, aquella en què el to musical de la veu, a més de les consonants i les vocals, contribueix a distingir el significat. En el llenguatge de tambor Lokele, el to del tambor imita els patrons de to de la veu, de manera que seria impossible aprendre el llenguatge de tambor sense un coneixement exhaustiu de la llengua oral corresponent.
Carrington va quedar sorprès pel fet que, tot i que no hi havia telèfons, tothom sabia exactament quan arribaria a un poble. Va descobrir que la gent local de Kele es comunicava mitjançant tambors. Cada poble tenia un bateria expert i tothom podia entendre la llengua.
Carrington va ser el primer europeu a aprendre un llenguatge de tambor. Ell parlava tant Lokele que un entrevistat africà va dir: «No és realment europeu». La gent local creia que, tot i que era blanc, Carrington era en realitat un home negre que s'havia reencarnat en una família blanca. Sempre que Carrington s'equivocava a l'hora de traduir o tocar la bateria, els jugadors africans culpaven de la seva educació blanca.
A Yalemba, Carrington va trobar dos llenguatges de tambor més corresponents a la llengua Heso del poble Basoko i la llengua Topoke dels vilatans Baonga a l'altra banda del Congo. No obstant això, va descobrir que dels 200 nois de l'escola només 20 sabien bateria. Segons Carrington, «els nois ara diuen: 'Volem llegir i escriure' i riuen del tambor». 
A 1949, Carrington va publicar un llibre, The Talking Drums of Africa, que descriu el seu temps passat amb el poble Lokele. El llibre destaca la importància d'obtenir informació de fons adequada sobre la llengua parlada abans que es pugui ensenyar la llengua del tambor, ja que el parlant ha de ser prou fluid per comunicar-se. També cobreix les traduccions de tambor, la construcció del tambor, i en les quals es van tocar situacions socials, però no aborda els temes de velocitat, ritme i com s'hauria d'acabar una frase, cosa que molts creuen que és un concepte clau per entendre la llengua del tambor. El llibre també destaca que la llengua del tambor és un art moribund i que els estretament associats amb ell haurien d'estar orgullosos del seu art natiu. Tanmateix, quan es va publicar el llibre, el llenguatge del tambor Kele ja estava caient en desús; avui s'ha extingit. No obstant això, el llibre de Carrington continua sent una de les declaracions més autoritzades sobre tambors parlants.

## Obres
- John F. Carrington. The drum language of the Lokele tribe.  UP, 1944.
- John F. Carrington. The initiation language, Lokele tribe, 1947.
- John F. Carrington. A comparative study of some Central African gong-languages.  Falk, G. van Campenhout, successeur, 1949.
- John F. Carrington. Talking drums of Africa.  Carey Kingsgate Press, 1949.
- John F. Carrington. Kitabu cha Zaburi.  British and Foreign Bible Society, 1955.
- Malcolm Guthrie. Lingala grammar and dictionary: English-Lingala, Lingala-English.  Baptist Missionary Society, 1988.